# Щеккила
Ще́ккила (карел. Štekki) — деревня в составе Ведлозерского сельского поселения Пряжинского национального района Республики Карелия.

## Общие сведения

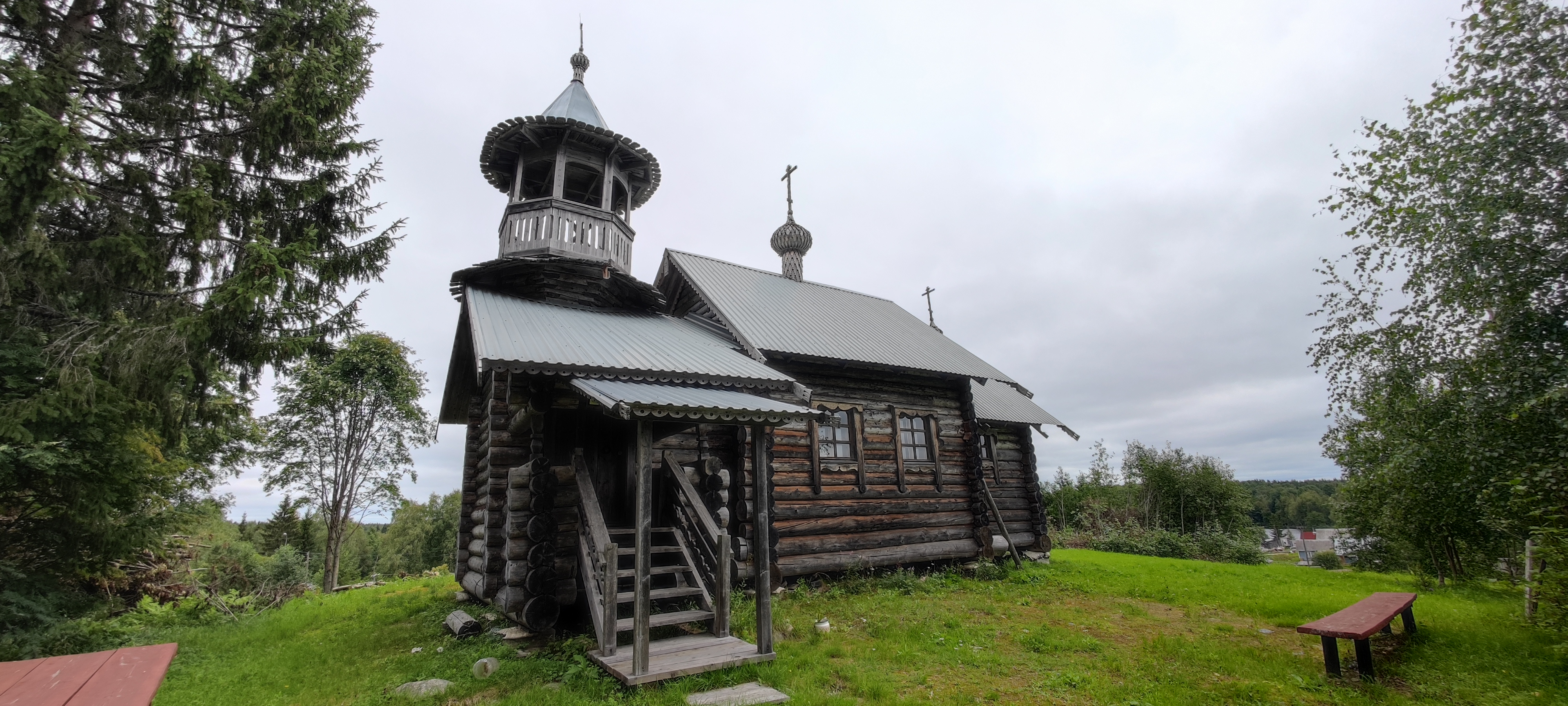
Церковь Спаса Нерукотворного Образа

Расположена на северном берегу озера Щеккила.
В деревне действует церковь Спаса Нерукотворного Образа, построенная в 2000-е годы.

## Население
Численность населения в 1905 году составляла 74 человека.
| 2002 | 2010 | 2013 |
| ---- | ---- | ---- |
| 12   | ↗18  | →18  |